# Air Kuning
Air Kuning is een bestuurslaag in het regentschap Jembrana van de provincie Bali, Indonesië. Air Kuning telt 4106 inwoners (volkstelling 2010).